# Франклін (Теннессі)
Франклін (англ. Franklin) — місто (англ. city) в США, в окрузі Вільямсон штату Теннессі. Населення — 83 454 особи (2020).

## Географія
Франклін розташований за координатами 35°55′17″ пн. ш. 86°51′8″ зх. д. / 35.92139° пн. ш. 86.85222° зх. д. (35.921251, -86.852281).  За даними Бюро перепису населення США в 2010 році місто мало площу 107,35 км², з яких 106,79 км² — суходіл та 0,56 км² — водойми.

## Демографія
Згідно з переписом 2010 року, у місті мешкало 62 487 осіб у 24 040 домогосподарствах у складі 16 751 родини. Густота населення становила 582 особи/км².  Було 25586 помешкань (238/км²).
Расовий склад населення:
| - 84,4 % — білих - 6,7 % — чорних або афроамериканців - 3,8 % — азіатів - 0,2 % — корінних американців - 3,1 % — осіб інших рас |

До двох чи більше рас належало 1,7 %. Частка іспаномовних становила 7,6 % від усіх жителів.
За віковим діапазоном населення розподілялося таким чином: 27,4 % — особи молодші 18 років, 62,5 % — особи у віці 18—64 років, 10,1 % — особи у віці 65 років та старші. Медіана віку мешканця становила 36,8 року. На 100 осіб жіночої статі у місті припадало 91,7 чоловіків;  на 100 жінок у віці від 18 років та старших — 87,6 чоловіків також старших 18 років.
Середній дохід на одне домашнє господарство  становив 108 369 доларів США (медіана — 85 671), а середній дохід на одну сім'ю — 123 205 доларів (медіана — 104 434). Медіана доходів становила 74 400 доларів для чоловіків та 50 533 долари для жінок. За межею бідності перебувало 6,9 % осіб, у тому числі 9,9 % дітей у віці до 18 років та 6,6 % осіб у віці 65 років та старших.
Цивільне працевлаштоване населення становило 35 285 осіб. Основні галузі зайнятості: освіта, охорона здоров'я та соціальна допомога — 24,4 %, науковці, спеціалісти, менеджери — 15,0 %, фінанси, страхування та нерухомість — 10,8 %, роздрібна торгівля — 10,5 %.